# Плесковські (герб)
Pleszkowski (Pleskowski, Pogonia Odmienna III, Stefanowicz, Pogonia IV) – шляхетський герб, різновид герба Погоня Польська.

## Опис герба
Опис згідно з класичними правилами блазонування:
В червоному полі срібна правиця в латах із шаблею при такому ж лезі й золотому руків'ї.
Клейнод - половина озброєного чоловіка з шаблею в правиці.
Намет червоний, підбитий сріблом.
Частина авторів, як Тадеуш Гайль (за К. Ю. Островським) реконструює цей герб з мечем замість шаблф. Тут ми відтворили реконструкцію Йозефа Шиманського, яка моделюється на першому відомому зображенні цього герба в книзі Герби лицарства польського Бартоша Папроцького. Ця розбіжність призводить до того, що деякі автори, як Альфред Знамієровський, поділяють цей герб на два окремі види: з мечем - Стефанович, і з шаблею - Плесковські.

## Найбільш ранні згадки
Нобілітація Криштофа Стефановича з 21 листопада 1581. Посвячений у лицаріписар королівського скарбу царського вірменського походження отримав прізвисько Плесковський.

## Роди
Плесковські (Pleskowski - Pleszkowski), Стефановичі (Stefanowicz).